# Cor-Jan Smulders
Cor-Jan Smulders (11 november 1969) is een oud-Nederlandse langebaanschaatser.

## Biografie
Tijdens het WK Allround voor junioren in 1988 op de IJsbaan van Seoel eindigde de toen negentienjarige Smulders op de 2e positie. Zijn concurrent Rintje Ritsma werd toen vijfde. Smulders werd in 1990 ook nog 4e op het NK allround in Assen achter Ben van der Burg, Gerard Kemkers en Thomas Bos. Hij behaalde op dat toernooi een 2e plaats op de 1500 meter. Ritsma werd in dat toernooi 5e. Trainer Leen Pfrommer moest aan het einde van seizoen 1988/1989 voor een van deze twee junioren kiezen voor zijn kernploeg, maar liet dit over aan Ab Krook. Deze koos uiteindelijk voor Ritsma. In 1992 besloot Smulders voor Duitsland te gaan schaatsen. In 1993 behaalde hij toen de titel op de 1500 meter bij de Dutise afstandskampioenschapen. Zijn laatste wedstrijd schaatste hij in 1995.

## Persoonlijke records
| Afstand      | Tijd     | Datum            | Baan       |
| ------------ | -------- | ---------------- | ---------- |
| 500 meter    | 39,0     | 20 januari 1990  | Davos      |
| 1000 meter   | 1.16,75  | 9 januari 1994   | Inzell     |
| 1500 meter   | 1.57,36  | 27 januari 1994  | Baselga    |
| 3000 meter   | 4.06,28  | 26 december 1989 | Inzell     |
| 5000 meter   | 7.05,61  | 2 januari 1988   | Heerenveen |
| 10.000 meter | 14.54,02 | 17 december 1987 | Heerenveen |

## Resultaten
| Jaar | EK Allround | WK Junioren |
| ---- | ----------- | ----------- |
| 1987 | -           | 21e         |
| 1988 | -           | Zilver      |
| 1989 | -           | 4e          |